# نیکاواتاوانا
نیکاواتاوانا (به لاتین: Nikawatawana) یک منطقهٔ مسکونی در سری‌لانکا است که در استان مرکزی (سری‌لانکا) واقع شده‌است.